# Lothar Freund (Grafiker)

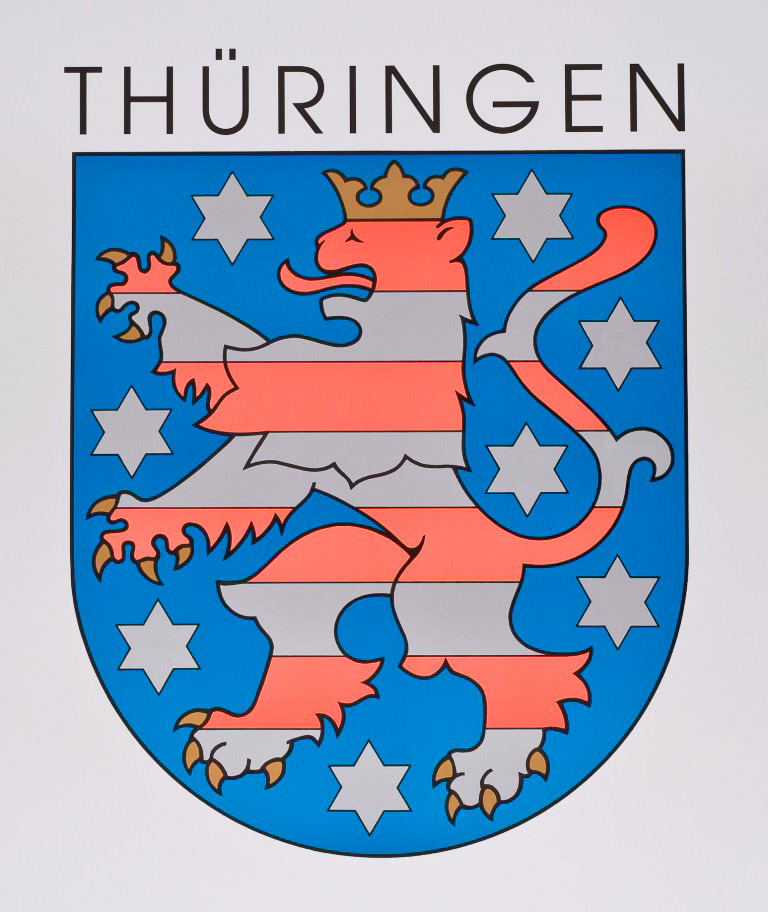
Lothar Freunds Werk Thüringer Landeswappen (1992)

Lothar Freund (* 18. April 1930 in Stockhausen; † 13. Juli 2017 in Erfurt) war ein Grafiker, dessen künstlerisches Schaffen mehrere Genres der Gebrauchsgrafik umfasst. Sein bekanntestes Werk ist der Entwurf des Thüringer Landeswappens (1992). Er gilt als einer der renommiertesten Gebrauchsgrafiker Thüringens.

## Leben
Lothar Freund wurde 1930 im thüringischen Dorf Stockhausen bei Sondershausen geboren. Von 1947 bis 1949 absolvierte er eine Lehrausbildung zum Glasmaler in Wasungen, danach ging er nach Erfurt. 32 Jahre arbeitete er für die staatliche DDR-Agentur Deutsche Werbe- und Anzeigengesellschaft (DEWAG), davon mehrere Jahre als Künstlerischer Leiter der Bezirksstadt-Niederlassung, verantwortlich für über 50 Mitarbeiter. Von 1960 bis 1963 ging er zur Fachschule für angewandte Kunst Magdeburg, 1970/71 an die Hochschule für Bildende Künste Berlin-Weißensee – dort studierte er u. a. bei Werner Klemke und Axel Bertram. 1973 wurde er Mitglied im Verband Bildender Künstler der DDR.
Seit 1950 war Lothar Freund seiner Wahlheimat Erfurt auf vielfältigste Weise verbunden und hat auf dem Gebiet der Gebrauchsgrafik sechs Jahrzehnte lang die Kulturgeschichte der Stadt mitgeprägt. Seit 1986 war er freischaffend.
Lothar Freund verstarb im Alter von 87 Jahren, seine Urne wurde auf dem Hauptfriedhof Erfurt beigesetzt.

## Werk
Neben dem bekannten Entwurf des Thüringer Landeswappens sind Arbeiten bekannt, wie Plakate und Logos für die Museen der Stadt Erfurt, die iga und ega, den Kaisersaal, die Stadt- und Regionalbibliothek Erfurt, den Deutschen Gartenbautag 1992, für die 1250-Jahr-Feier der Stadt Erfurt (1992) sowie zu Theateraufführungen. Auch dem Philharmonischen Orchester Erfurt widmete er sich in seinen Werken. Hinzu kommen Gestaltungsleistungen z. B. für den Runneburg-Verein in Weißensee, das Thüringer Freilichtmuseum Hohenfelden und das Schloss Wilhelmshöhe in Kassel. Im Runneburg-Verein war er Mitglied.
Die Arbeiten von Lothar Freund waren u. a. von 1977 bis 1988 auf der VIII. bis X. Kunstausstellung der DDR in Dresden und den Präsentationen „Beste Plakate der DDR“ zu sehen. Er beteiligte sich an Ausstellungen in Prag, Warschau, Moskau, Budapest, Brünn und Washington, D.C.
Von seinen Arbeiten heißt es:

„In diesen Arbeiten spürt man die Freiheit in der schöpferischen Umsetzung, aber auch die Verantwortung gegenüber den Auftraggebern. Er hat es vermocht, gleichzeitig Künstler und Dienstleister zu sein.“

Die Bildideen seiner Werke wurden als „manchmal bitterernst, oft satirisch-witzig oder hintergründig“ charakterisiert.
Eine weitere Würdigung ist von Frank Diemar in Bezug auf Erfurt und Thüringen überliefert:

„Er war und ist Gebrauchsgrafiker aus Überzeugung und damit ein Gestalter des öffentlichen Erscheinungsbildes und ein großartiger visueller Chronist (…) dieser Stadt und in diesem Land. Was hat er in 60 Berufsjahren nicht alles entworfen: Plakate, Transparente, Markenzeichen und Signets, Briefbögen und Visitenkarten, Verpackungen, Prospekte unter anderem viele Programmhefte und natürlich Bücher und Kalender – viele davon selbst illustriert. Es gibt also kaum eine gebrauchsgrafische Aufgabenstellung, die er nicht erfolgreich gelöst hätte.“

Auch seine Buchgestaltungen für verschiedene Verlage zeichnen sich durch ausgewogene typografisch-illustrative Lösungen aus. Das gilt ebenso für das von ihm verfasste Bändchen Freund-schafft, ein Geschenk an sich selbst und seine literarischen Fähigkeiten.
Nach seinem 80. Geburtstag im Jahr 2010 entschloss sich Freund, seine aus 411 Werken bestehende Werksammlung der Stadt Erfurt zu überlassen. Die Sammlung besteht aus Plakaten, Logos und sonstigen grafischen Arbeiten. Am 17. Juli 2012 fand in der Kleinen Synagoge in Erfurt eine feierliche Übergabe der Werksammlung statt. Dabei unterzeichnete Freund eine Schenkungsurkunde an das Stadtmuseum Erfurt. Mit der Schenkung gehe Freunds grafisches Lebenswerk in das kulturelle Gedächtnis der Stadt Erfurt über, hieß es dankend von Stadtmuseumsdirektor Hardy Eidam und Erfurts Kulturdirektor Tobias J. Knoblich. Hinter Freunds bildlichen Umsetzungen stecke sachliches Wissen – und ein psychologisches Gespür für Form- und Farbkombinationen in Verbindung mit passender Typografie. Museumsdirektor Eidam erklärte in diesem Zusammenhang, dass sich das Stadtmuseum als ein Bürgermuseum verstehe, und dankte für die unverhoffte Bestandserweiterung durch die Schenkung, zumal Gebrauchsgrafiken in den meisten Museen noch ein Nischendasein fristen.
Eines der überlassenen Werke war das bekannteste: der Entwurf des Thüringer Landeswappens im A1-Format – eines der historisch wichtigsten und wirkungsmächtigsten Exemplare der Werksammlung. Das Landessymbol mache deutlich, wie unsinnig eigentlich die Rede vom „neuen“ oder „jungen“ Land Thüringen sei – kann doch kaum ein anderes föderales Glied der Bundesrepublik auf 1500 Jahre Geschichte zurückblicken.

## Werke (Auswahl)

### Grafik
Bekannte grafische Werke sind:
- Undatiert: Plakat für Städtische Bühnen Erfurt, Oper Lohengrin
- Undatiert: Plakat für Städtische Bühnen Erfurt, Oper Rigoletto
- Undatiert: Plakat für Städtische Bühnen Erfurt, Tragödie Romeo und Julia
- Undatiert: Plakat Bergbühne Fischbach
- Undatiert: Plakat Thüringer Zoopark Erfurt

- 1960: Plakat Fahrt frei auf den Straßen des Sozialismus (Auftragsarbeit für die Bezirksleitung Erfurt der SED)
- 1960: Plakat Revanchepolitik (Auftragsarbeit für die Bezirksleitung Erfurt der SED)

- 1973: Plakat Jetzt erst recht – Solidarität mit Vietnam[8]
- 1980: Plakat Museen der Stadt Erfurt – Erfurt Stadt der Museen
- 1987: Ausstellungsplakat für den Kulturbund der DDR, Bezirksleistungsschau der Betriebsfotogruppen und Fotoamateure; Veranstalter/Auftraggeber: Bezirksvorstand des FDGB in Zusammenarbeit mit dem Rat des Bezirkes und der Gesellschaft für Fotografie im Kulturbund der DDR, Bezirksleitung Erfurt
- 1989: Plakat Freidenker
- 1989: Plakat für eine Theaterinszenierung Fisch zu viert (Autor: Wolfgang Kohlhaase) im Haus der Kultur Erfurt
- 1992: Thüringer Landeswappen

## Auszeichnungen
Freunds Wirken reichte über regionale Grenzen hinaus, wie internationale Diplome belegen. Er erhielt z. B. in Washington einen Preis für das Firmenlogo VEB Hundeleinen Kaltennordheim auf der „Trade Mark ’80“ und in Jerusalem eine Anerkennung auf der „Self Image“ 1986. Zahlreiche Logos und Plakate sind über Erfurts Stadtgrenzen hinaus bekannt und wurden mit Preisen versehen, so zum Beispiel die Plakate zu Inszenierungen von Fisch zu viert, Das Erdbeben in Chili, Rigoletto und Fidelio, die Ausstattung für den Kaisersaal Erfurt, das Logo der Stadt Weißensee und das Logo für die Philharmonische Gesellschaft Erfurt, sowie seine Illustrationen zu Inszenierungen von Don Quijote, Das Untier von Samarkand und Der Besuch der alten Dame.